# Сираянаги, Пётр Сэйити
Пётр Сэйити Сираянаги (яп. 白柳 誠一 Сираянаги Сэйити, 17 июня 1928, Хатиодзи, Япония — 30 декабря 2009, Токио, Япония) — японский кардинал. Титулярный епископ Атении и вспомогательный епископ Токио с 15 марта 1966 по 15 ноября 1969. Титулярный архиепископ Кастро и коадъютор с правом наследования Токийской митрополии с 15 июня 1969 по 21 февраля 1970. Архиепископ Токио с 21 февраля 1970 по 17 февраля 2000. Кардинал-священник с титулом церкви Санта-Эмеренциана-а-Тор-Фьоренца с 26 ноября 1994.